# 오숙근
오숙근(吳淑根, 1887년 ~ 1958년)은 대한제국 독립운동가로 김좌진의 부인이다. 본관은 해주(海州).

## 생애
1904년에 김좌진과 혼인하였다. 이후 남편 김좌진을 뒷바라지하였다. 자녀는 없었고 만주에서 시어머니 한산 이씨와 김좌진과 함께 거주하고 있다가 좋지 않은 시국상황으로 시어머니와 함께 조선으로 돌아왔지만 정착한 곳이 없는 상황에서 언론 기자들의 도움으로 서울 종로구 삼청동에서 거주하였다. 1930년 1월 24일 남편 김좌진이 암살되자 1933년에 조국에 안장되어야 한다는 신념으로 홀로 다시 만주에 가서 상자에 김좌진의 유해를 수습하고 남의 이목을 피하고자 충청남도 홍성군 서부면 이호리에 밀장 후 1958년에 사망했다. 묘는 남편 김좌진과 함께 합장되었다.

## 가족
- 시아버지 : 김형규(金衡圭)
- 시어머니 : 한산 이씨(韓山 李氏) 이중규
  - 남편 : 김좌진(金佐鎭, 1889~1930)
  - 시동생 : 김동진(金東鎭, 1891~1938)
  - 양아들   :   김두한(1918~1972)

## 오숙근이 등장한 작품
- 문미봉 - 《제2공화국》 (1989년 MBC 드라마)
- 이덕희 - 《야인시대》 (2002년 SBS 드라마)